# 파블로 카레뇨 부스타
파블로 카레뇨 부스타(스페인어: Pablo Carreño Busta, 1991년 7월 12일~)는 스페인의 테니스 선수이다. 2020년 하계 올림픽에서 단식 동메달을 획득했으며 2019년 데이비스 컵에서 스페인 대표팀 선수로서 우승을 차지했다.